# Gangnam Style
"Gangnam Style" je singl južnokorejskog pop pjevača PSY-a s njegovog šestog studijskog albuma PSY 6 (Six Rules), Part 1.
Pjesma je objavljena 15. srpnja 2012. godine i vrlo brzo je postigla veliku globalnu popularnost. Do kraja listopada 2012., video spot na YouTubeu pogledan je preko 624 milijuna puta, čime je postao globalni internetski fenomen i dio popularne kulture. Ovaj video drži Guinnessov svjetski rekord za YouTube video s najviše pozitivnih ocjena, odnosno njih 6,93 milijuna. Najgledaniji je video spot K-pop glazbe, a s više od 3,6 milijardi prikaza postao je drugi najgledaniji video na YouTubeu i jedan od najgledanijih glazbenih video spotova uopće.
Jedan od razloga popularnosti su zabavni plesni pokreti. Fraza "Gangnam Style" je korejski neologizam, koji se odnosi na način života povezan s Gangnam okrugom u glavnom južnokorejskom gradu Seulu. 
Glazbeni video spot postao je izvor parodija diljem svijeta. Do kraja listopada 2012., pjesma je dosegla poziciju broj 1. u 33 država, kao što su: Australija, Kanada, Francuska, Njemačka i Velika Britanija, postavši prva K-pop pjesma, koja je to postigla.
Glavni tajnik UN-a Ban Ki-moon, inače Južnokorejac, pozdravio je "Gangnam Style" kao "snagu za mir u svijetu", tijekom prijema pjevača PSY u UN-u, kada su zajedno i zaplesali ples iz video spota.

## Vanjske poveznice
- "Gangnam Style" na YouTube-u